# Srđan Andrić
Srđan Andrić (* 5. Januar 1980 in Dubrovnik, SFR Jugoslawien) ist ein ehemaliger kroatischer Fußballspieler. Er spielte im zentralen defensiven Mittelfeld, außerdem wurde er gelegentlich in der Innenverteidigung eingesetzt.

## Karriere
Seine Profikarriere begann Srđan Andrić beim kroatischen Traditionsverein Hajduk Split. Mit 19 Jahren wechselte er nach Split und blieb dort bis zum Sommer 2004. Bei Hajduk kam Andrić auf insgesamt 103 Einsätze und erzielte dabei 9 Tore. In dieser Zeit errang er die kroatische Meisterschaft in den Jahren 2001 und 2004 sowie den kroatischen Pokal in den Jahren 2000 und 2003 und wurde Kapitän seiner Mannschaft. Im Sommer 2004 wechselte Andrić schließlich nach Griechenland zu Panathinaikos Athen, wo er für drei Saisons unter Vertrag stand.
Ab 2007 spielte Andrić wieder bei Hajduk Split. 2010 gewann er mit Hajduk zum dritten Mal den nationalen Pokalwettbewerb. Nach der Saison 2011/12 wechselte er zu al-Wahda, für die er in der Saison 2012/13 aktiv war. Nach der Saison beendete er seine Profikarriere.
Andrić wurde in die Kroatische Fußballnationalmannschaft berufen und kam dort auf zwei Einsätze (ein Tor).

## Erfolge
- Kroatischer Meister: 2001, 2004
- Kroatischer Pokalsieger: 2000, 2003, 2010